# مجانين نص كوم (فلم)
مجانين نص كوم فيلم مصري أنتج عام 2007.

## قصة الفيلم
تدور أحداث الفيلم حول فتاة تعدت الثلاثين من عمرها دون أن يتخذ خطيبها خطوة لإتمام زفافهما بسبب اهتمامه بالسياسة وانشغالة بقضايا الوطن الداخلية والخارجية إلى حد الإدمان، فتلجأ إلى حيلة تشغله بها كي تتم مسألة الزواج.

## الممثلون
- تامر عبد المنعم
- دينا
- ريكو
- أميرة العايدي
- منة فضالي
- محمود الجندي
- محمد شرف
- يوسف داود
- عبد الله مشرف
- خالد سرحان
- حمدي السخاوي
- ثريا إبراهيم
- ليلى جمال
- سما المصري

## روابط خارجية
- مقالات تستعمل روابط فنية بلا صلة مع ويكي بيانات